# Чигиринова, Наталья Романовна
Наталья Романовна Чигиринова (род. 20 июля 1993 года, Тольятти, Самарская область) — российская гандболистка, разыгрывающая сборной России и ГК «ЦСКА». Чемпионка Универсиады 2015 года. Чемпионка Хорватии 2019 года. Чемпионка России 2021 года.

## Биография
В 2012 году Наталья, воспитанница тольяттинской гандбольной школы, начала свою профессиональную карьеру в местной «Ладе». До этого в 2010-м она праздновала победу в чемпионате России среди молодежных команд высшей лиги, а в 2011 году стала чемпионкой страны среди дублирующих команд Суперлиги. В первой команде Чигиринова в сезоне-2013/14 выиграла с коллективом Кубок ЕГФ и завоевала серебряные медали чемпионата страны.
Два следующих сезонов Наталья становилась призером чемпионата России и во второй раз стала победителем первенства среди дублирующих команд Суперлиги. 
Сезон-2016/17 начала в Астрахани в составе «Астраханочки». Дебютировала вместе с командой в Лиге чемпионов. Здесь спортсменка завоевала «бронзу» национального чемпионата и дважды становилась бронзовым призером Кубка России.
Перед сезоном-2018/19 откликнулась на предложение хорватского клуба «Подравка» и уехала из Российского чемпионата. Новый клуб спортсменки добрался до четвертьфинала Кубка ЕГФ, а в национальном чемпионате спортсменки отпраздновали победу. 
С лета 2019-го является игроком ПГК ЦСКА.
В сезоне 2020/2021 в составе московского ЦСКА стала чемпионкой России.

## Карьера в сборной
Летом 2015 года Наталья в составе гандбольной студенческой сборной России завоевала «золото» XXVIII Всемирной летней Универсиады в Корее.